# Lincoln Motor Company

Logo společnosti

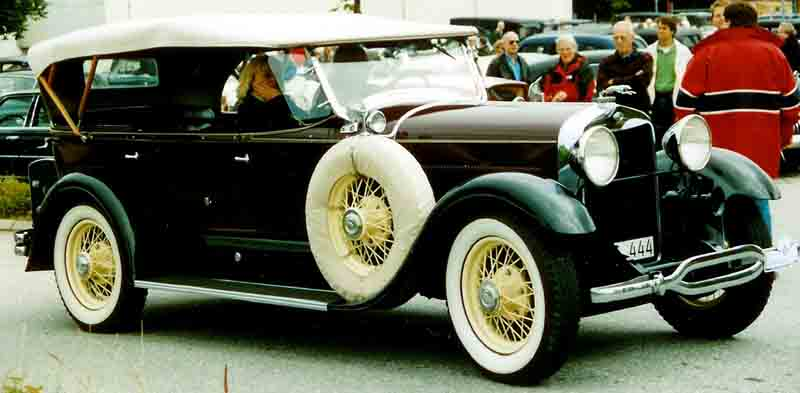
Lincoln z roku 1929

Lincoln Motor Company (zkráceně Lincoln) je dceřiná společnost amerického koncernu Ford, který pod značkou Lincoln prodává luxusní automobily a automobily vyšší třídy. Sídlí v Dearbornu ve státě Michigan v USA.

## Historie
V srpnu 1917 založil Henry M. Leland se svým synem Wilfriedem firmu Lincoln Motor Company, kterou pojmenoval po Abrahamovi Lincolnovi, 16. americkém prezidentovi. Ze začátku firma vyráběla letecké motory Lincoln Liberty L8 a Liberty 12, které se používaly v amerických letadlech první světové války.
Po první světové válce začala firma vyrábět kvalitní automobily vyšší třídy, ale už roku 1922 se dostala do finančních potíží, takže ji nakonec převzal Ford. Vyráběla a v součanosti vyrábí 4-6 různých modelů s Ottovými motory o velkém objemu a je v USA symbolem kvality.

## Současné modely
- Navigator
- Aviator
- Corsair
- Nautilus
- MKC
- MKZ
- Continental

## Galerie

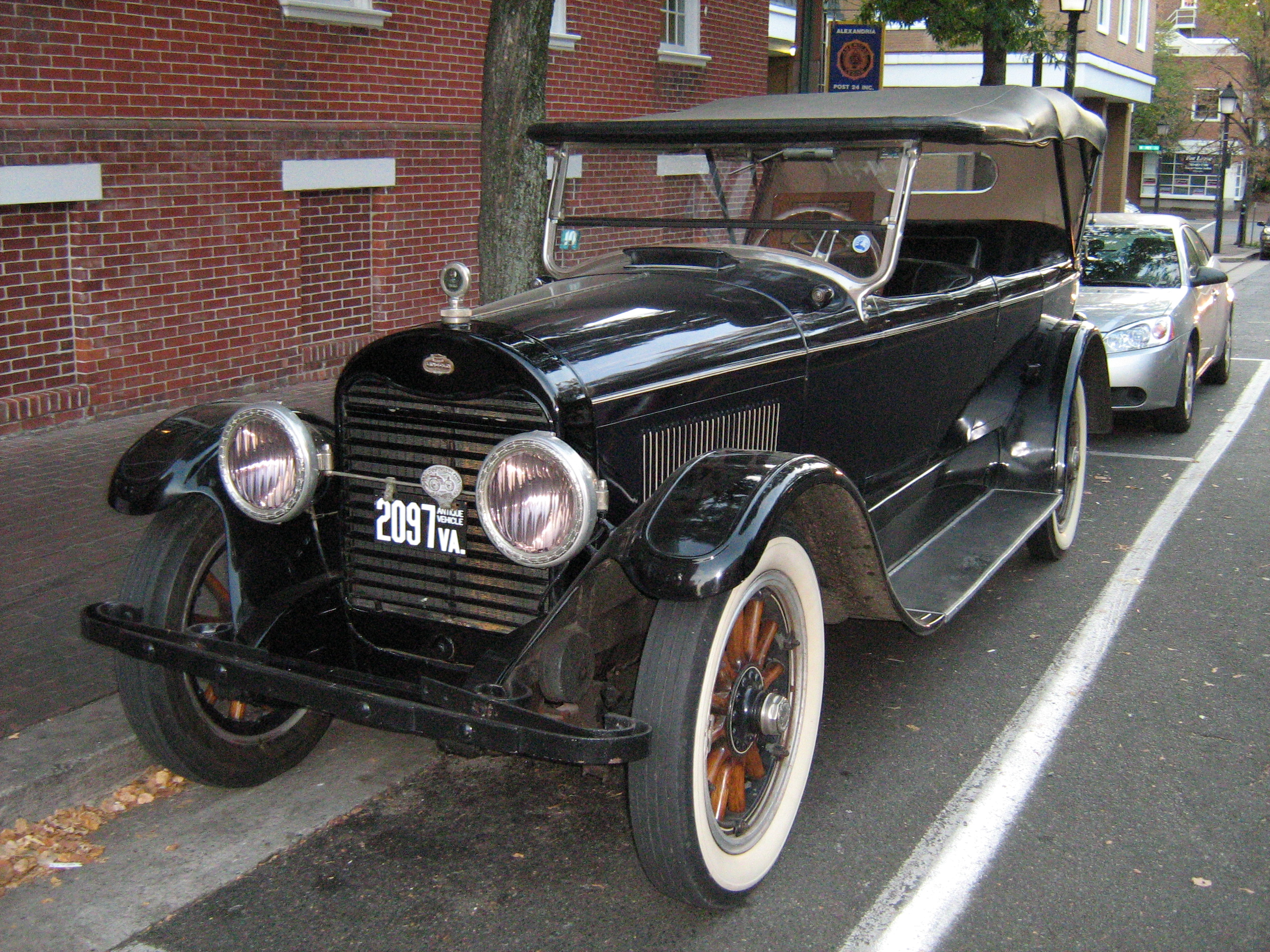
Lincoln L (1922)
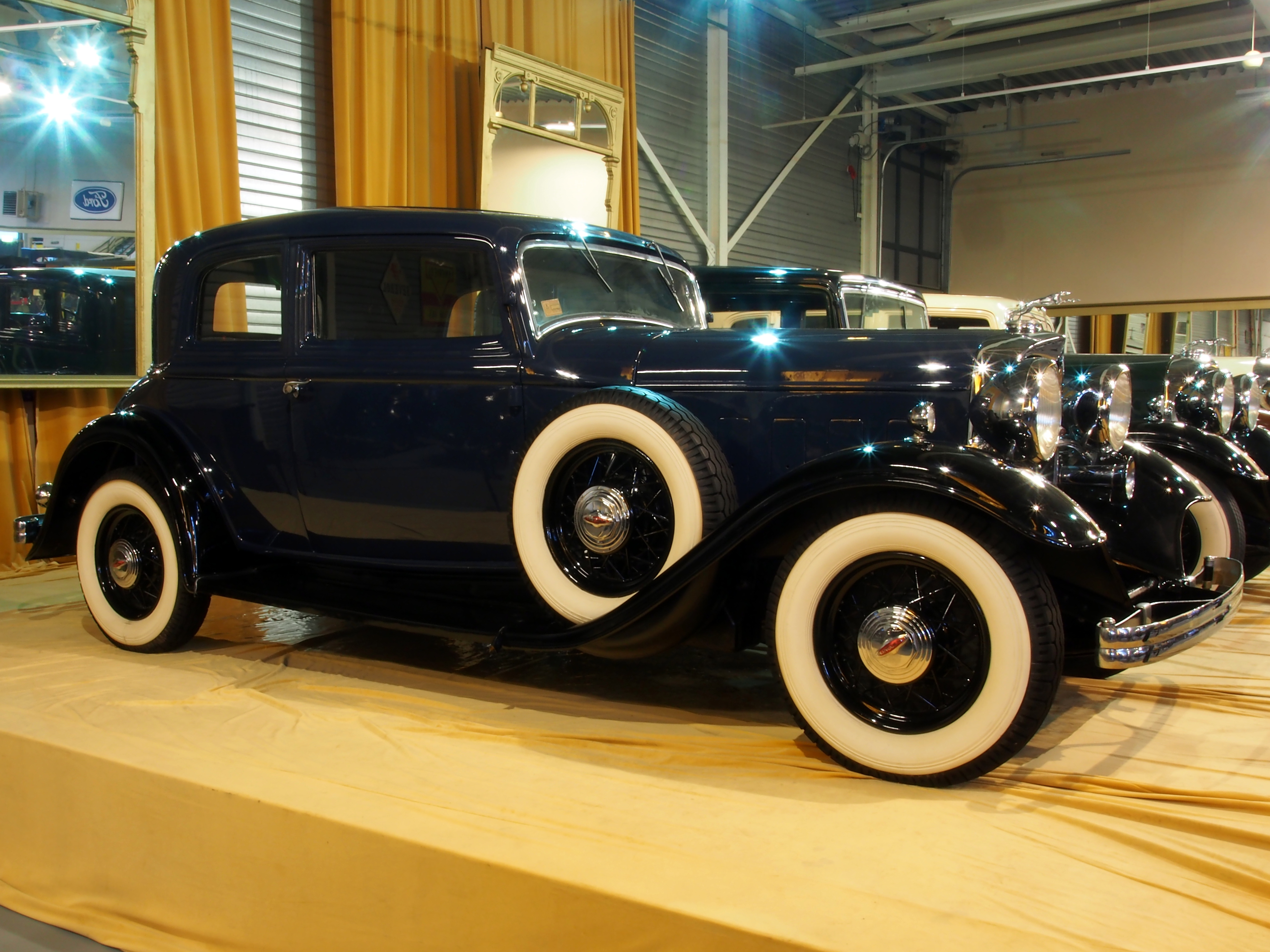
Lincoln KA (1932)
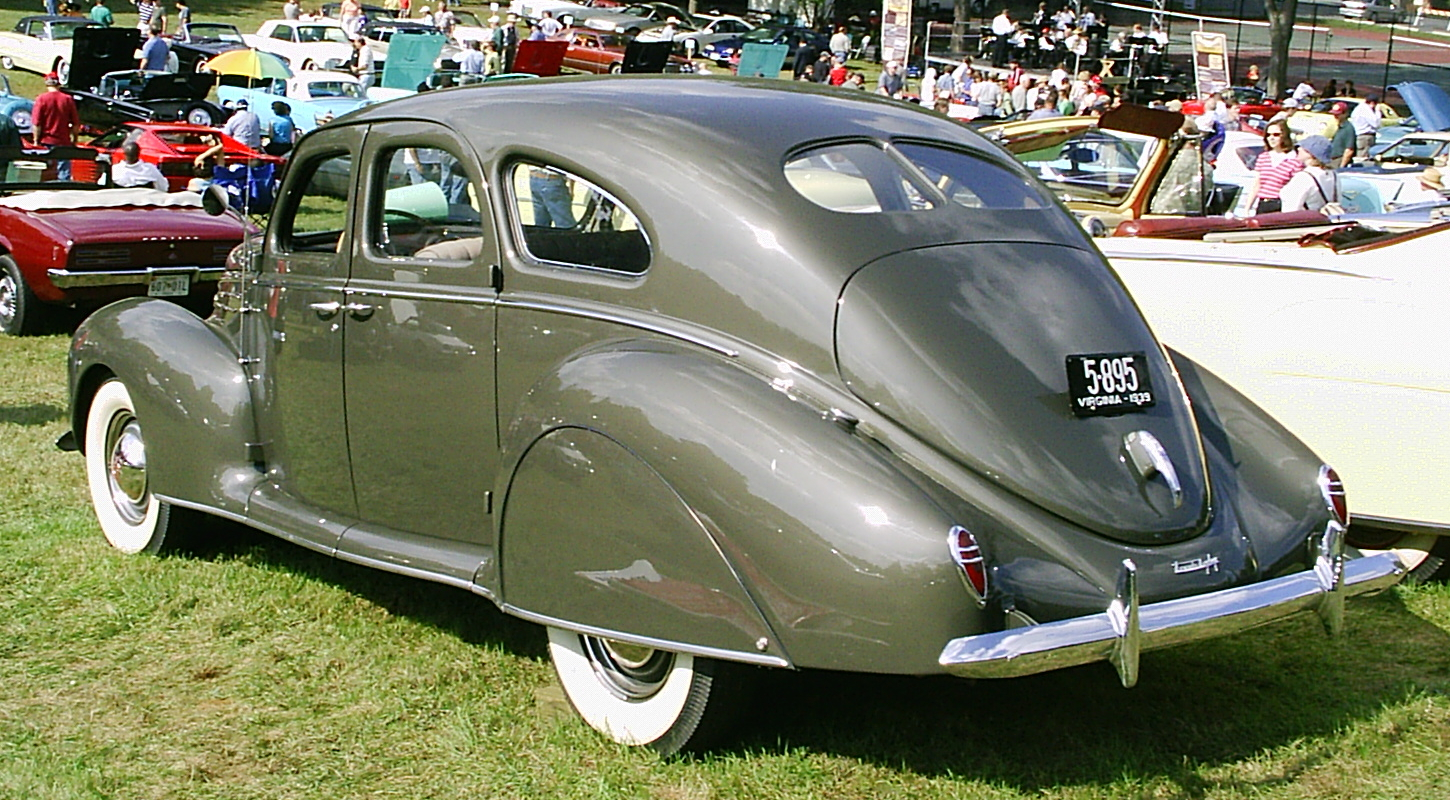
Lincoln Zephyr (1939)
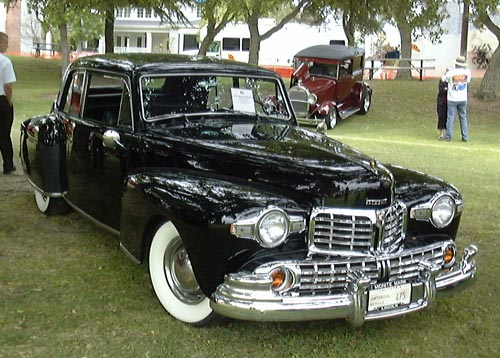
Lincoln Continental (1948)
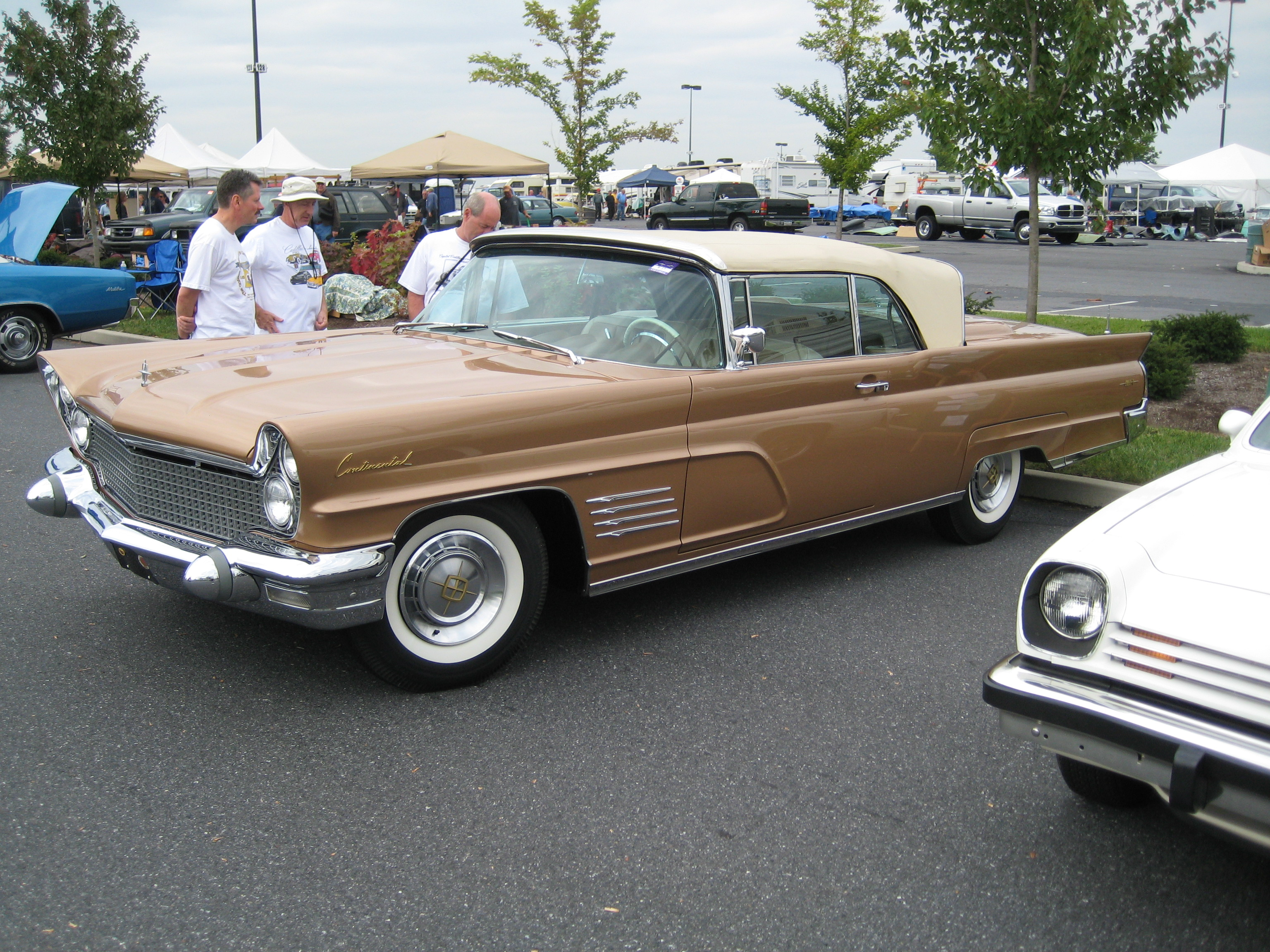
Continental Mk V. (1960)
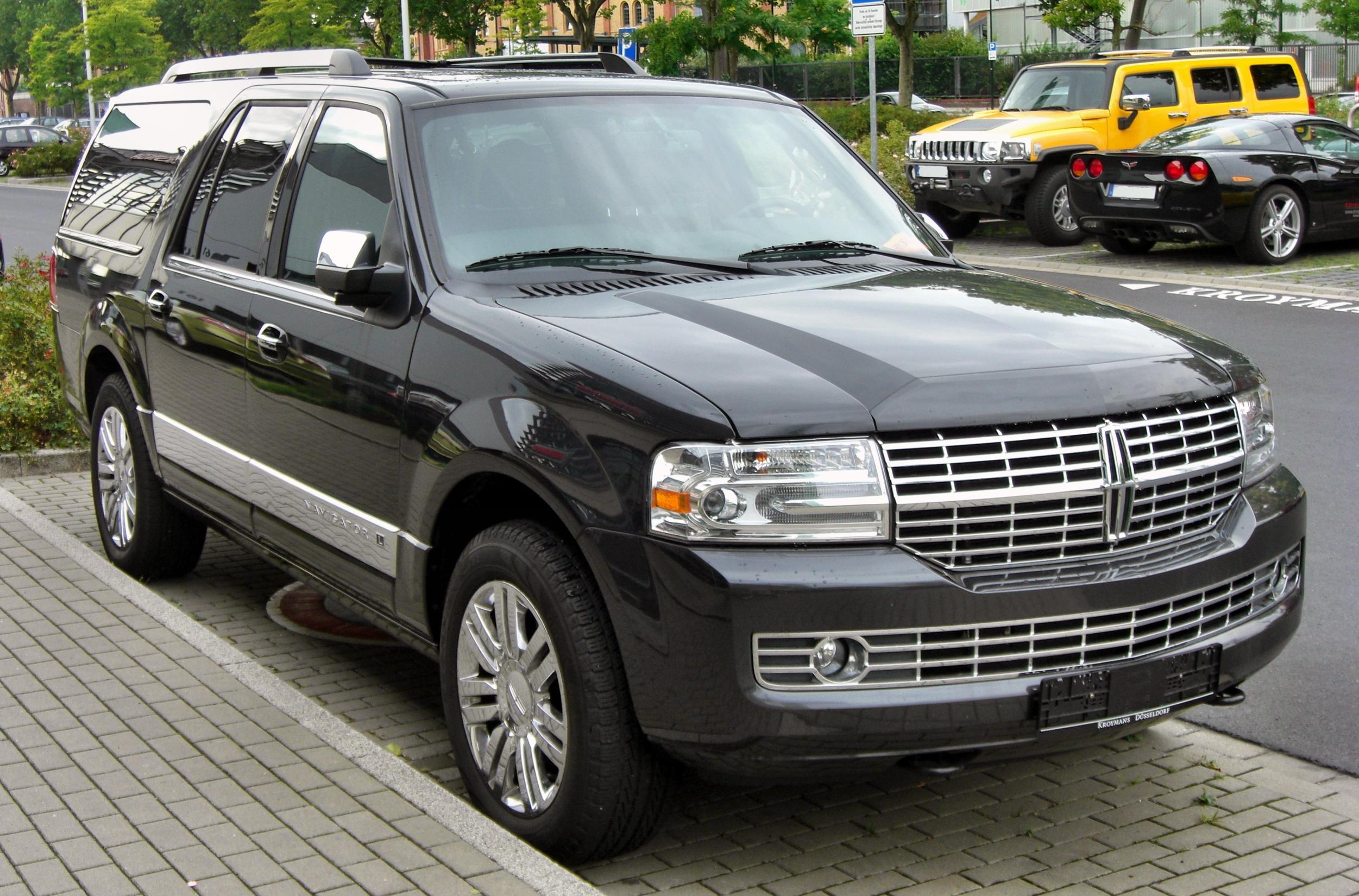
Lincoln Navigator (od 2007)